# Der Irland-Krimi: Mädchenjäger
Mädchenjäger ist ein deutscher Kriminalfilm unter der Regie von Züli Aladağ aus dem Jahr 2019. Es handelt sich um den zweiten Film der ARD-Kriminalfilmreihe Der Irland-Krimi. Désirée Nosbusch spielt neben Declan Conlon, Mercedes Müller, Rafael Gareisen, Vincent Walsh, Chris Newman und Robert McCormack die Hauptrolle der „sensiblen Polizeipsychologin Cathrin Blake, die mit den Schatten der Vergangenheit zu kämpfen hat“.

## Handlung
„Ich beobachte sie und dann stelle ich mir Dinge vor, sie ist so schön, ihre Haut ist zart wie Porzellan. Sie hat knallrote Lippen und sie hat sich die Haare geflochten, so wie ich es mag. Sie ist ganz still. Ich bin der einzige, der mit ihr spielen darf. Sie darf sich nur bewegen, wenn ich bei ihr bin.“
Die Psychologin Cathrin Blake betreut den jungen, suizidgefährdeten Nathan Smith, einen sogenannten Traveller, der mit seinem Clan ohne festen Wohnsitz durch Irland zieht. Smith hat sich in Maggie Dunne verliebt, eine junge ehrgeizige Frau, ebenfalls Traveller wie er, die heimlich Psychologie studiert. Beide träumen von einer anderen, besseren Zukunft. Doch dann wird Maggie tot aufgefunden, ermordet und drapiert und hergerichtet wie eine Puppe. Sean Kelly bittet Cathrin sich die junge Frau einmal näher anzusehen, etwas an diesem Fall sei komisch. Nur zögernd kommt sie seiner Bitte nach, entschließt sich dann aber doch, die Polizei bei ihrer Arbeit zu unterstützen. Der Täter hat 23 Mal auf sein Opfer eingestochen, zudem wurde die junge Frau vergewaltigt.
Als Zeugen aussagen, Nathan Smith habe einen heftigen Streit mit Maggie gehabt, gerät der junge Mann in die Bredouille und wird der Tat verdächtigt. Blake hingegen erkennt deutliche Übereinstimmungen hinsichtlich der sexuellen Fantasien, die einer ihrer Patienten ihr in einem Therapiegespräch anvertraut hat. Die Schilderungen ihres Patienten Jack Sweeney stimmen auffällig mit den Merkmalen überein, die das Opfer aufweist. Sweeney hat ihr jedoch immer wieder versichert, dass er diese Gewaltfantasien nicht auslebe.
Es kann nicht verhindert werden, dass eine weitere junge Frau auf ähnliche Art und Weise sterben muss wie Maggie Dunne, diesmal trifft es Nora Dunne.

## Produktion

### Produktionsnotizen
Die Dreharbeiten für Mädchenjäger fanden unter dem Arbeitstitel Das Mädchen am Ufer des Corrib vom 21. September bis zum 26. November 2018 gleichzeitig mit dem ersten Fall Die Toten von Glenmore Abbey im irischen Galway statt.

### Soundtrack
- Two Of Us On the Run von Lucius
- I Will Always Love You von Dolly Parton
- Maria, Maria von Santana
- This Is America von Whitte

## Rezeption

### Erstausstrahlung, Einschaltquote
Der Film wurde bei seiner Erstausstrahlung am 31. Oktober 2019 im Rahmen des Donnerstags-Krimis zur Hauptsendezeit im Programm der ARD Das Erste von 4,94 Mio. Zuschauern eingeschaltet, was einem Marktanteil von 17,2 Prozent entsprach.

### Kritik
TV Spielfilm zeigte mit dem Daumen nach oben, gab für Anspruch und Spannung je zwei von drei möglichen Punkten, für Action einen und meinte, Regisseur Züli Aladag kombiniere „den Psychothriller mit einem verzwickten Krimi-Plot, der immer dann am besten“ sei, „wenn er den Zuschauer der Stimmung von Land und Leuten“ überlasse. Fazit: „Traumhafte Irland-Bilder, passabel gespielter Fall.“
Der Kritiker Tilmann P. Gangloff bewertete den Film für die Berliner Morgenpost und meinte, die Psychologin sei „diesmal auch nur mittelbar in die Handlung verstrickt, was ihr prompt einiges an Faszination“ nehme. Natürlich sei „der persönliche Bezug der Psychologin zu den beiden jungen Männern interessant“, aber das mache „‚Mädchenjäger‘ noch nicht zu einem besonderen Film; diese Geschichte hätte sich auch hierzulande erzählen lassen“. Viel interessanter sei die Gruppe, zu der Nathan gehört: „Der Clan ist ein fahrendes Völkchen, sogenannte Traveller (Reisende), die sich selbst Pavee nennen, von Briten und Iren aber abschätzig als Tinker oder Gypsies (Zigeuner) bezeichnet werden, obwohl es keinerlei ethnische Bezüge zu Sinti und Roma gibt. Eine Szene genügt, um zu verdeutlichen, wie diese Menschen diskriminiert werden: Als der Besitzer des Hotels, in dem die Hochzeitsfeier stattfinden soll, erfährt, wer den Ballsaal gemietet hat, setzt er die Gäste vor die Tür.“ […] „Fast eine Klasse besser als der insgesamt eher durchschnittliche Krimi“ sei „die Musik von Sebastian Fillenberg, der den Boxkampf ironisch mit irischer Fiddle unterlegt“ habe „und später auch dann für Dynamik und Dramatik sorg[e], wenn die Bilder im Grunde harmlos“ seien.
Rainer Tittelbach widmete sich der Reihe auf seiner Seite tittelbach.tv. Der Kritiker gab 4,5 von 6 möglichen Sternen und meinte, der Irland-Krimi mache „einiges anders als die meisten Auslandskrimis im Ersten“. Die „lange unter Wert besetzte Désirée Nosbusch knüpf[e] als Psychologin mit einer Mischung aus Verletzlichkeit und Taffheit, dunklen Momenten und wiedererlangter Souveränität an ihre fulminante Rolle in ‚Bad Banks‘ an“. Die Synchronisation bei „den tragenden irischen Charakteren“ passe sich „gut Nosbuschs ruhiger, konzentrierter Tonlage an“. Das „irische Ambiente mit der Sinnlichkeit seiner Natur, der Authentizität der Nebenfiguren und mit der psychophysischen Präsenz der Hauptdarsteller“ lege sich „wie ein atmosphärischer Teppich über die Geschichten, deren Themen stimmig“ wirkten. „Positiv für Auge und Ohr“ seien auch „Aladags Inszenierung zwischen Mollton & wuchtigem Realismus, Roland Stuprichs Bildgestaltung und der breite, flächige Score von Sebastian Fillenberg“. Nosbusch gelinge es, „ihrer Figur eine faszinierende Mischung aus Verletzlichkeit und Taffheit, aus dunkler Vergangenheit und wiedererlangter Souveränität mit auf ihre Ermittlungswege zu geben“. Sie sei „Dreh- & Angelpunkt der Reihe“. ‚Mädchenjäger‘ besteche „durch eine gute Exposition, in der die wichtigsten Figuren sozial und psychologisch verortet“ worden seien.
Auf der Seite Goldene Kamera empfahl Tanja Beeskow den Film, der vier von fünf möglichen GOKAs erhielt, weil „… Auch der zweite Irland-Krimi widmet sich ausführlich der Psychologie seiner Figuren, was ihm einen ausgeprägten dramatischen Charakter verleiht. Dies geschieht aber nicht auf Kosten der Spannung: Die Ermittlungen halten stets bei Laune. Der Fall lebt von der schroffen Schönheit Irlands, dem mystischen Setting und dem eindrucksvollen Spiel Désirée Nosbuschs.“
Frank Jürgens von der Neuen Osnabrücker Zeitung gab dem Film fünf von sechs möglichen Sternen und meinte, ‚Mädchenjäger‘ aus der neuen Reihe überzeuge diesmal „mit einer psychologisch glaubwürdigen Außenseiter-Ballade und einem spannenden Fall“. Nach der „ersten vielversprechend“ eingeführten Episode, nehme der ‚Irland-Krimi‘ mit ‚Mädchenjäger‘ „nun richtig Fahrt auf“ und beweise, „dass er nicht zu viel versprochen“ habe.
Die Frankfurter Allgemeine Zeitung war der Ansicht, es sei „noch viel salzige Seeluft nach oben“. Die „ausgiebig eingesetzten Landschafts- und Meeresküstenaufnahmen“ hielten […] „schon einmal, was die Natur dem Liebhaber“ verspreche. „Landschaftsatmosphärisch“ gebe es an den beiden ersten Folge der neuen Reihe „nicht viel auszusetzen“. Cathrin Blake „erinnere an eine Mischung aus Dr. Tony Hill und DCI Karen Pirie, zwei abgestürzte Figuren der schottischen Autorin Val McDermid. Désirée Nosbusch, die als luxemburgische Bankerin Christel Leblanc in Bad Banks zuletzt ein fulminantes Schauspielcomeback“ gezeigt habe, gebe „ihrer gebrochenen Figur physisch und mimisch zurückhaltend besonders durch Duktus und Timbre ihrer Stimme eine Art lebenserfahrener, schleppender Zurückhaltung, die angenehm überrasch[e]“. […] „Allein schon wegen Désirée Nosbusch wäre eine Fortsetzung wünschenswert“, heißt es abschließend.